# Partit polític europeu
Un partit polític europeu, o formalment partit polític a nivell europeu, és un tipus d'organització de partit polític de la Unió Europea (UE).

## Partits europeus
- Partit Popular Europeu: conservadorisme
- Partit Socialista Europeu: socialdemocràcia
- Partit Europeu dels Liberals, Demòcrates i Reformistes: liberalisme
- Partit Verd Europeu: ecologisme
- Aliança dels Conservadors i Reformistes Europeus: conservadorisme
- Partit de l'Esquerra Europea: comunisme
- Moviment per l'Europa de les Llibertats i de la Democràcia: conservadorisme
- Partit Demòcrata Europeu: centrisme
- Aliança Lliure Europea: independentisme
- Aliança Europea per la Llibertat: euroescepticisme
- Aliança dels Moviments Nacionals Europeus: euroescepticisme
- EUDemocrats: euroescepticisme
- Moviment Polític Cristià d'Europa, conservadorisme

### Antics partits
- Aliança per l'Europa de les Nacions: euroescèptics
- Aliança dels Demòcrates Independents a Europa

## Organitzacions polítiques europees
- Aliança de l'Esquerra Verda Nòrdica
- Esquerra Anticapitalista Europea
- Euronat
- Front Nacional Europeu
- Unió Demòcrata Europea